# Hypoleria orianula
Hypoleria orianula är en fjärilsart som beskrevs av Felix Bryk 1953. Hypoleria orianula ingår i släktet Hypoleria och familjen praktfjärilar. Inga underarter finns listade i Catalogue of Life.